# Karl Kaatz
Karl Kaatz (* 22. Oktober 1913 in Lubasch; † 1996) war ein deutscher Fräser und Politiker der DDR-Blockpartei Liberal-Demokratische Partei Deutschlands (LDPD).

## Leben
Kaatz stammte aus der preußischen Provinz Posen und war der Sohn eines Landwirts. Nach dem Besuch der Volksschule schlug er 1935 eine Lehre zum Ziegeleiarbeiter ein, die er 1939 beendete und als Soldat am Zweiten Weltkrieg teilnahm. Nach der Vertreibung wurde er 1946 selbständiger Fuhrunternehmer und 1949 zum Bürgermeister einer Gemeinde im Kreis Zossen gewählt. Als solcher war er bis 1951 im Amt. Ab 1952 war er als Fräser und später als Meister der volkseigenen Industrie sowie als Bereichsleiter im VEB Funkwerk Köpenick, Werk IV, Dabendorf tätig und auch in Dabendorf ansässig.

## Politik
Nach Kriegsende wurde er Mitglied der in der Sowjetischen Besatzungszone neugegründeten LDPD. Kaatz war von 1971 bis 1976 Mitglied der LDPD-Fraktion in der Volkskammer der DDR. 1971 wurde er im Wahlkreis 12 neben Hans Rodenberg u. a. als Kandidat aufgestellt.